# Castell de Lismore
El castell de Lismore (en anglès Lismore Castle) està situat sobre el riu Blackwater a la localitat de Lismore, comtat de Waterford, a la República d'Irlanda. El castell va experimentar una reconstrucció important d'estil neogòtic durant el segle xix per ordre de William Cavendish, sisè duc de Devonshire.

## Antecedents
El castell ocupa el lloc en què abans havia estat l'abadia Lismore en el segle vi, un destacat monestir. Era un important centre eclesiàstic quan el rei Enric II d'Anglaterra va romandre el 1171, excepte el breu període de 1185, quan el seu fill, el rei Joan d'Anglaterra, va construir un castellum, que va servir com a seu episcopal dels bisbes locals. El 1589, Lismore va ser abandonat i fou més tard adquirit per sir Walter Raleigh, que va vendre la propietat el 1602 -en ser empresonat acusat de participar en una conspiració contra el rei Jaume I d'Anglaterra i VI d'Escòcia-, a Richard Boyle, comte de Cork.

## Comtes de Cork i Burlington
Boyle va sortir d'Irlanda cap a Anglaterra el 1588 només amb vint-i-set lliures, i aconseguí forjar una extraordinària fortuna. Després de l'adquisició del castell, el va convertir en la seva residència principal, fet que va afavorir que hi invertís grans sumes de diners per transformar-lo en una magnífica residència. Així va realitzar un mur extern emmerletat imitant un castell, i una porta principal. A la part interior, va remodelar els apartaments decorant els sostres amb escaioles, tapisseria de seda brodada i vellut.
Va ser aquí on va néixer el 1627 Robert Boyle, pare de la fisicoquímica moderna, i quart dels quinze fills del comte.
El castell va passar a les mans dels següents comtes de Cork fins a arribar a Richard Boyle, quart comte de Cork i tercer de Burlington, conegut arquitecte gregorià de l'època pal·ladiana.
Lismore apareix en les guerres confederades d'Irlanda quan, el 1645, uns soldats de la confederació catòlica comandats per lord Castlehaven van saquejar la ciutat i el castell, que va ser restaurat parcialment pel segon i el tercer comte de Bulington, encara que cap dels seus successors van habitar-lo.

## Ducs de Devonshire
El castell, igual que altres propietats de la família Boyle (Chiswick House, Burlington House, Bolton Abbey i Londesborough Hall), va ser adquirit per la família Cavandish el 1753, quan la filla i hereva de Richard Boyle, Charlotte Cavendish (1731-1754), es va casar amb William Cavendish (quart duc de Devonshire), futur primer ministre de Gran Bretanya i Irlanda. El seu fill, el cinquè duc, va realitzar importants obres a Lismore, com el pont sobre el riu Blackwater el 1775, dissenyat per l'arquitecte Thomas Ivory.
El sisè duc de Devonshire, William Cavendish, conegut popularment com el duc solter, va ser el responsable de l'aparença actual de l'edifici. Va començar la transformació del castell cap a una espècie de fortalesa feudal d'estil neogòtic tan bon punt va succeir al seu pare el 1811, encarregant a l'arquitecte William Atkinson la reconstrucció del castell entre 1812 i 1822, i fou sempre la residència favorita del duc. El 1850, va encarregar a l'arquitecte sir Joseph Paxton, dissenyador del Crystal Palace, el treball de construir per al castell diferents ampliacions.
Després de la mort del duc, el castell es va mantenir inalterat. La germana de Fred Astaire, Adele, va viure en el castell després del seu matrimoni amb lord Charles Cavendish, fill del novè duc de Devonshire i, després de la mort del seu marit el 1944, Adele va continuar fent servir el castell fins a la seva mort, el 1981. El castell encara és propietat dels ducs de Devonshire, però no hi habiten de manera continuada, sinó que passen en aquest lloc curtes temporades durant l'any.